# Clásico RCN 2016
Le Clásico RCN Claro 2016 "La Carrera de La Paz" est la cinquante-sixième édition du Clásico RCN. Elle se dispute du 23 septembre au 1er octobre 2016, en Colombie.
La course mène les coureurs de Turbo (département d'Antioquia) à El Carmen de Bolívar (département de Bolívar).
Vingt équipes disputent la compétition pour un total de cent quatre-vingt dix coureurs inscrits.
Le Colombo-espagnol Óscar Sevilla remporte son troisième Clásico RCN, après ses victoires en 2008 (es) et en 2012.

## Présentation

### Parcours
Initialement prévu en dix étapes, les organisateurs ont été dans l'obligation d'annuler la dernière car la date du 2 octobre coïncidait avec le jour du référendum pour la paix. Ainsi le contre-la-montre de clôture est annulé. La neuvième étape devient le dernier jour de compétition et son parcours subit des modifications. Les municipalités de San Juan Nepomuceno et San Jacinto, villes de départ et d'arrivée de la dixième étape sont incluses dans son itinéraire. Alors que les huit premières étapes ne subissent pas (ou peu) de changement par rapport au parcours dévoilé au cours de l'été. Appelée "La Carrera de La Paz" (le chemin de la paix), la 56e édition se veut, par les organisateurs, un tribut au processus de paix et devait commencer et se terminer dans des lieux des plus affectés par le conflit armé. Ainsi la première étape part de la municipalité de Turbo, où opérèrent pendant de nombreuses années les guérillas des FARC et de l'ELN ainsi que les paramilitaires des AUC, des bandes criminelles et autres narcotrafiquants.
Le parcours d'environ 1 700 km visite sept départements de la Colombie. Le premier d'entre eux est celui d'Antioquia, puis les coureurs entrent dans les départements de Boyacá, de Santander, de Cesar, de Magdalena, d'Atlántico et terminent par celui de Bolívar. Le vainqueur 2014 Óscar Soliz relève une journée clé, celle passant par l'Alto del Escobedo, lors de la troisième étape. Rodrigo Pacheco, de la formation "Mundial de Tornillos", pense que la journée de la veille est cruciale et appelle à la vigilance ses coureurs, car même si ce n'est pas à proprement parler une étape de montagne, il met en exergue la difficulté des quarante derniers kilomètres. Pour Luis Alfonso Cely, de l'équipe "Strongman - Campagnolo - Wilier", c'est un parcours difficile où les cinq premières étapes définiront le classement final, à charge, pour l'équipe du leader de la course, de contrôler les échappées et attaques lors des étapes planes. Jorge Arbeláez, chez "Coldeportes - Claro", et Alex Cano abondent dans ce sens, l'un en constatant que les deux étapes décisives seront la deuxième et surtout la troisième arrivant à La Ceja, avec deux cols difficiles à franchir, l'autre, en voyant un parcours scinder en deux, exigeant jusqu'à Bucaramanga, puis monotone.

### Équipes participantes
Finalement ce sont vingt formations qui disputent la compétition. Une vingt et unième équipe était pressentie pour disputer le Clásico RCN 2016 mais le "Team Avalom" avec des hommes expérimentés comme Giovanni Báez ou Marlon Pérez ne prend pas le départ.
| Équipes                                                                    | Principaux engagés                                                                                           |
| Movistar Team América                                                      | Omar Mendoza, Óscar Soliz, Edwin Sánchez, Jaime Castañeda, Cristian Talero, Brayan Ramírez, Stiber Ortiz     |
| Aguardiente Antioqueño - Indeportes Antioquia - IDEA - Lotería de Medellín | Alex Cano, Cristhian Montoya, Alexander Gil, Rafael Montiel, Mauricio Ardila, Jairo Salas                    |
| Strongman - Campagnolo - Wilier                                            | Carlos Becerra, Diego Cano                                                                                   |
| Manzana Postobón                                                           | Juan Pablo Villegas, Hernán Aguirre, Sebastián Molano, Juan Felipe Osorio                                    |
| EPM Tigo - Une - Área Metropolitana                                        | Óscar Sevilla, Fabio Duarte, Juan Pablo Suárez, Óscar Álvarez, Edwin Carvajal, Edward Beltrán, Weimar Roldán |
| Aguardiente Néctar - 4WD Rent a Car - LICICU                               | Freddy Montaña, Jahir Pérez                                                                                  |
| GW Shimano - Chaoyang - Envía - Kixx                                       | Alexis Camacho                                                                                               |
| Mundial de Tornillos - Pijaos - Super Tools                                | Mauricio Ortega, Robinson Chalapud, Fabio Montenegro                                                         |
| Alcaldía de Manizales                                                      | James Jaramillo                                                                                              |
| Coldeportes - Claro - Zenú                                                 | Camilo Gómez, Luis Felipe Laverde, Miguel Ángel Rubiano, John Martínez, Carlos Julián Quintero               |
| Arroz Sonora - Dimonex                                                     | John Alexander Pico, José Serpa, Fernando Camargo, Yelko Gómez, Cristian Tamayo, Danny Osorio                |
| EBSA                                                                       | Antonio Alarcón, Juan Pablo Forero                                                                           |
| Boyacá Raza de Campeones                                                   | Heiner Parra, Yeison Chaparro, Carlos Parra, Diego Ochoa, Javier Gómez                                       |
| Flowerpack - Zar - JB Ropa Deportiva - Farbe                               | Fabio Avendaño, Anderson Paredes                                                                             |
| Carnaval del Pollo - Tolima Pasión                                         | Juan Carlos Apache                                                                                           |
| Sogamoso ciudad incluyente - Argos - Cooservicios - IRDS                   | Albeiro Rabón                                                                                                |
| Bakano                                                                     | Juan José López, Daniel Avellaneda                                                                           |
| Pinturas BLER - Team Wilches - Colpatria                                   | Daniel Balsero                                                                                               |
| Autolarte - Rali Panama                                                    | Fernando Ureña, Sebastián Tamayo                                                                             |
| FF AA Fuerzas Armadas - Ejército Nacional                                  | Leonardo Rodríguez, Wilmar Castro                                                                            |

### Favoris et prétendants
"Revistamundociclistico" dresse une liste de favoris, une dizaine de jours avant la première étape. Les deux derniers vainqueurs que sont Omar Mendoza et Óscar Soliz sont à même de reconduire leur titre. Le plus dangereux adversaire est, pour ce site spécialisé, Óscar Sevilla, déjà deux fois titré sur le Clásico RCN. Le vainqueur du dernier Tour de Colombie, Mauricio Ortega, malgré la cessation d'activités de sa formation "Supergiros Redetrans", recueille des suffrages. L'équipe "Coldeportes - Claro", par l'intermédiaire de son chef de file Camilo Gómez, a l'intention de renouer avec le titre. Puis la revue cite Danny Osorio, troisième en 2014, soutien principal d'Ortega dans la Vuelta 2016, carte maîtresse du "Team Sonora - Dimonex", comme un coureur à ne pas négliger, à l'instar d'Alex Cano, leader de la formation "Aguardiente Antioqueño".
Une semaine avant le départ, Víctor Hugo Peña, directeur sportif de la nouvelle équipe "Arroz Sonora - Dimonex", annonce que le titre est l'objectif de son équipe. Pour cela, il mise sur les qualités de trois hommes José Serpa, Fernando Camargo et Danny Osorio. Pour les victoires d'étape en cas d'arrivée massive, il a toute confiance dans les qualités de sprinteur de Cristian Tamayo. Selon lui, les adversaires les plus redoutables sont Alex Cano, Óscar Sevilla et Luis Felipe Laverde. Il doute des capacités d'adaptation de Mauricio Ortega au parcours de cette nouvelle édition.
Óscar Soliz annonce l'objectif des "Movistar", garder le titre dans la formation pour la troisième année consécutive. Pour cela, il s'appuie sur une équipe unie, un état de forme optimal et se méfie des leaders de l'équipe "EPM - Une" que sont Óscar Sevilla et Fabio Duarte. Soliz n'oublie pas de mentionner comme rivaux potentiels Cano et Gómez.
Le directeur sportif Jair Bernal de l'équipe "Aguardiente Néctar" se félicite de l'annulation du contre-la-montre de clôture, talon d'Achille de ses coureurs. Avec des coureurs expérimentés comme Freddy Montaña et Jahir Pérez, il espère monter sur le podium final. Le favori numéro 1 est, pour lui, Óscar Sevilla et, à un degré moindre, Alex Cano. Comme son homologue, Rodrigo Pacheco, de la formation "Mundial de Tornillos", voit d'un bon œil l'absence de contre-la-montre. Il affiche d'ailleurs son ambition : la victoire dans cette nouvelle édition du Clásico RCN, grâce à sa nouvelle recrue Mauricio Ortega ou à Robinson Chalapud. À la longue liste d'adversaires éventuels pour le titre, il ajoute Alexis Camacho de la "GW Shimano".
Luis Alfonso Cely, le directeur technique de l'équipe "Strongman - Campagnolo - Wilier", rêve de gagner le titre, ou tout au moins de le disputer, et d'être sur le podium le dernier jour. Les objectifs sont de remporter le classement général et le classement des moins de vingt-trois ans, avec, respectivement, Carlos Becerra (vice-champion 2015) et Diego Cano, vainqueur de la Vuelta de la Juventud. Cely voit en Óscar Sevilla, le plus dangereux rival mais il cite aussi Mauricio Ortega, Alex Cano, Robinson Chalapud et Alexis Camacho, vainqueur de plusieurs courses lors du second semestre.
Jorge Arbeláez, son homologue chez "Coldeportes - Claro", manquant de véritables spécialistes du contre-la-montre, se satisfait de son absence. Il annonce clairement l'objectif de sa formation : gagner la 56e édition du Clásico RCN. Il voit comme rivaux Óscar Sevilla et Alex Cano. Dans une interview réalisée durant la Vuelta a Boyacá, malgré une forme insatisfaisante, ce dernier se fixe comme objectif de monter sur le podium et sur la marche la plus haute possible. Il voit l'équipe "EPM - Une" comme la plus forte du plateau, avec des coureurs tout-terrains. Pour Cano, le fait d'avoir, comme les "Movistar ou les "Coldeportes - Claro", plusieurs hommes susceptibles de s'imposer leur octroie un avantage sur ce type de parcours.

## Les étapes
| Étape     | Date     | Villes étapes                       | type                      | Distance (km) | Vainqueur d'étape  | Leader du classement général |
| --------- | -------- | ----------------------------------- | ------------------------- | ------------- | ------------------ | ---------------------------- |
| 1re étape | 23 sept. | Turbo – Apartadó                    | étape de plaine           | 148,5         | Sebastián Molano   | Sebastián Molano             |
| 2e étape  | 24 sept. | Chigorodó – Uramita                 | étape de moyenne montagne | 142,3         | Óscar Sevilla      | Óscar Sevilla                |
| 3e étape  | 25 sept. | Santa Fe de Antioquia – La Ceja     | étape de montagne         | 175,1         | Juan Pablo Suárez  | Óscar Sevilla                |
| 4e étape  | 26 sept. | Rionegro – Puerto Boyacá            | étape de moyenne montagne | 166,2         | Sebastián Molano   | Óscar Sevilla                |
| 5e étape  | 27 sept. | Puerto Berrío – Bucaramanga         | étape de montagne         | 200,8         | Yeison Chaparro    | Óscar Sevilla                |
| 6e étape  | 28 sept. | Bucaramanga – Aguachica             | étape de moyenne montagne | 167,2         | Sebastián Molano   | Óscar Sevilla                |
| 7e étape  | 29 sept. | Pailitas – Valledupar               | étape de plaine           | 212           | Sebastián Molano   | Óscar Sevilla                |
| 8e étape  | 30 sept. | Valencia de Jesús – Santa Marta     | étape de plaine           | 222,6         | Jairo Salas        | Óscar Sevilla                |
| 9e étape  | 1 oct.   | Barranquilla – El Carmen de Bolívar | étape de plaine           | 221,7         | Juan Felipe Osorio | Óscar Sevilla                |

## Récit de la course

### 1reétape
Sebastián Molano s'impose au sprint et enfile le premier maillot de leader.

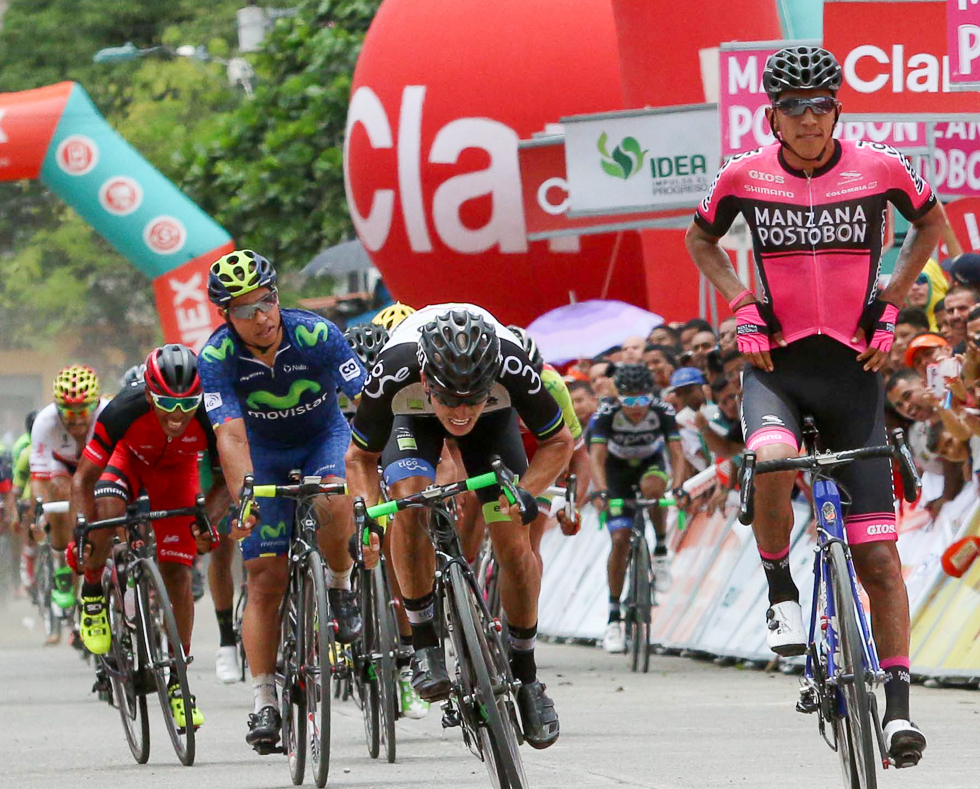
L'arrivée dans les rues d'Apartadó.

Jamais depuis la création du Clásico RCN, en 1961, une étape n'est partie ou arrivée dans l'Urabá antioqueño. C'est la première fois qu'une étape se déroule dans la région côtière du golfe d'Urabá, principale zone de production bananière de Colombie. L'étape Turbo - Necoclí - Turbo - Apartadó - Carepa - Apartadó développe 148,5 km. De Turbo, le peloton part plein nord rejoindre Necoclí, à 45 km de là. Puis fait demi-tour, repasse par Turbo pour rejoindre au sud, Carepa, en passant par la ville arrivée, Apartadó, km 118. Les concurrents effectue un nouveau demi-tour, à Carepa, prenne la direction du nord et de la ligne d'arrivée, située à Apartadó, après encore 16 km d'effort. Trois étapes volantes et quatre sprints spéciaux agrémentent cette étape de plaine.
Finalement, ce sont 187 coureurs qui s'élancent dans la région caribéenne du département d'Antioquia. La première fugue d'importance est à l'actif de quatre coureurs, dont Carlos Julián Quintero et Cristian Talero. Au km 30, ils ont déjà plus de quatre minutes d'avance. Le but de Talero est de remporter le classement des étapes volantes d'où sa présence dans l'échappée. Il en profite pour remporter la première étape volante et trois sprints spéciaux (ce qui lui permet d'être en tête de ce classement). À un peu plus de 50 km de l'arrivée, les fugitifs sont rattrapés par un premier groupe. En effet, la chasse vigoureuse pour tenter de ramener le peloton sur les fuyards à scinder le groupe principal. Ainsi, quelques éléments dont Óscar Sevilla, Omar Mendoza, vainqueur sortant ou Mauricio Ortega, titré dans le Tour de Colombie 2016 s'isolent et détiennent jusqu'à 1 min 10 s d'avance sur un peloton, emmené par les Manzana Postobón, pour leur sprinter Sebastián Molano. Ils seront repris par le peloton dans les vingt derniers kilomètres. Le sprint massif semble inévitable lorsque cinq puis trois concurrents Jhon Martínez, Óscar Álvarez et Sebastián Tamayo se détachent. Ils ne prennent qu'une trentaine de secondes d'avance mais résistent jusqu'au deux derniers kilomètres. L'étape se termine bien par un sprint serré où Sebastián Molano s'impose d'un souffle devant Weimar Roldán, pour avoir célébré trop tôt sa victoire. Le cinquième succès de la saison de Molano lui permet de s'emparer de la tête des classements général individuel, des moins de 23 ans et de la régularité. Par ailleurs, dans la municipalité de Necoclí, une chute oblige deux coureurs à se retirer Cristián Martínez et Freddy Montaña, leader de la formation cundinamarquesa "Aguardiente Néctar" et troisième de l'édition 2010. Le nombre élevé de bonifications distribuées lors des étapes a permis de voir les chefs de file des équipes disputer les sprints intermédiaires. Ainsi, un des principaux favoris Óscar Sevilla grappille trois secondes lors de la deuxième étape volante (Diego Ochoa faisant de même dans la dernière). Le Colombo-espagnol prend la tête des classements annexes du combiné et des étapes volantes,,.

### 2eétape
Óscar Sevilla remporte l'étape et prend la tête du classement général individuel.
C'est un nouveau parcours inédit dans le sud de l'Urabá antioqueño qui attend les 184 coureurs. Ces derniers doivent relier Chigorodó, ville natale de Jaime Castañeda, à Uramita, après 142,3 km. Les concurrents ont à traverser les municipalités de Mutatá et de Dabeiba. Deux étapes volantes et deux sprints spéciaux sont en hors d'œuvre du premier col de l'épreuve. Les participants sortent de la région de l'Urabá, en franchissant l'Alto de las Sandalias, col de première catégorie dont le sommet se situe à vingt kilomètres de l'arrivée.
Une échappée de dix-neuf coureurs avec Mauricio Ardila occupe le devant de la scène. Elle obtient jusqu'à 5 min 40 s d'avance. La fugue est condamnée sous l'impulsion de la Movistar Team América et revue peu après Dabeiba et les premiers hectomètres de montée. Le premier contact avec la montagne a permis de définir les capacités des principaux favoris. Des hommes comme Óscar Sevilla, Mauricio Ortega, Alex Cano, Camilo Gómez ou bien Óscar Soliz s'échappent du peloton. Mais le tenant du titre Omar Mendoza est la principale victime de l'ascension de l'Alto de las Sandalias. Il arrive à Uramita avec 1 min 36 s de retard sur le vainqueur du jour. Mauricio Ortega est le premier à s'afficher en s'isolant dans ledit col. Il passe en tête au sommet et s'empare du maillot du meilleur grimpeur. Rejoint dans la descente, vingt-deux concurrents arrivent ensemble. Grâce au travail de ses coéquipiers Edward Beltrán et Edwin Carvajal qui ont permis cette arrivée groupée, Óscar Sevilla peut disputer ses chances. Sevilla lance le sprint de loin et conserve quelques centimètres d'avantage sur Alex Cano,. Outre celui de leader de la course, de nombreux maillots distinctifs changent de propriétaires. Ainsi Sevilla cède celui des étapes volantes à Jairo Salas pour s'emparer de celui de la régularité. Tandis que le Vénézuélien Anderson Paredes prend la tête des moins de 23 ans.

### 3eétape
Óscar Sevilla conserve sa place de leader du Clásico RCN dont la troisième étape est remportée par son coéquipier Juan Pablo Suárez.

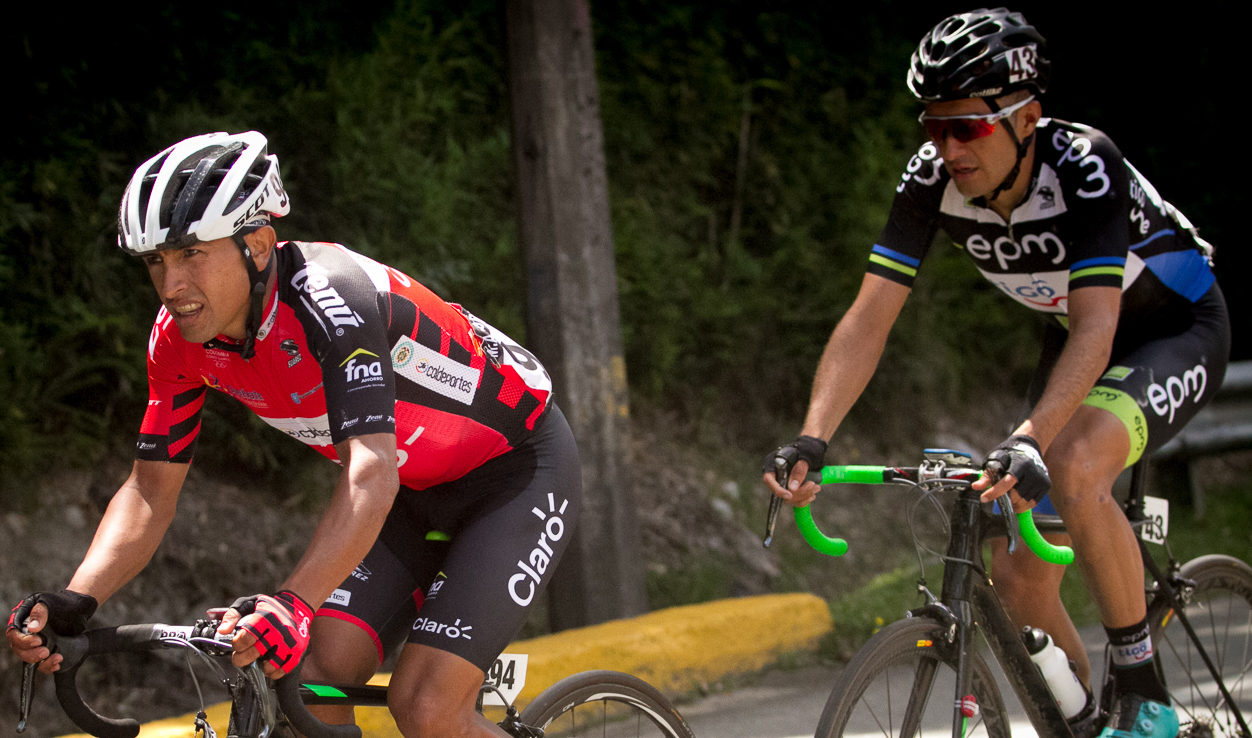
Juan Pablo Suárez et Miguel Ángel Rubiano dans leur échappée.

Cette journée est considérée comme l'étape reine de cette 56e édition. Elle se déroule entièrement dans le département d'Antioquia, comme les deux précédentes. Le départ est donné de Santa Fe de Antioquia, dans l'Occidente antioqueño. La course prend la direction du sud jusqu'à la municipalité de Venecia puis tourne à l'ouest jusqu'à La Ceja, dans l'Oriente antioqueño, terme du périple, après 175,1 km. Malgré deux sprints spéciaux et trois étapes volantes, c'est un itinéraire de haute montagne qui est proposé aux 181 concurrents encore en course avec sept cols répertoriés et notamment celui de première catégorie de l'Alto de Minitas. Pourtant la principale difficulté de la journée se situe dans l'ascension de l'Alto del Escobedo, col classé hors-catégorie qui s'élève à 2 578 mètres. Mauricio Ortega que personne n'a pu suivre la veille dans la seule grimpée de la journée, a reconnu le parcours, l'a apprécié et se déclare candidat à la victoire d'étape.
Une échappée matinale de vingt-cinq coureurs, où prennent place Carlos Becerra, Juan Pablo Suárez et Miguel Ángel Rubiano, se forment. Au km 80, la fugue a 4 min 50 s d'avance sur le peloton. Les montées répétitives laissent seulement un trio en tête (Rubiano, Suárez et Didier Chaparro) dans l'ascension de l'Alto de Minitas. Le peloton est éparpillé. Au sommet (km 117), 4 min 50 s séparent la triplette du groupe de favoris. Dans l'Alto del Escobedo, Rubiano distance Suárez et Chaparro, tandis que Mauricio Ortega est irrémédiablement écarté du groupe des favoris. Ses coéquipiers Robinson Chalapud et Fabio Montenegro s'enfuient du groupe des favoris mais leur tentative est annihilée. Au col, Rubiano passe en tête (comme cinq autres fois dans la journée), ce qui lui permet de se vêtir du maillot de meilleur grimpeur, Suárez est à treize secondes. Avec l'appui de Brayan Ramírez, Óscar Soliz creuse un léger écart et passe à 1 min 45 s. Le groupe entourant Sevilla franchit le col avec 1 min 58 s de retard. Dans la descente, Sevilla tente le tout pour le tout et c'est accompagné de cinq hommes qu'il réussit à faire la jonction avec le duo de tête à moins de cinq kilomètres de l'arrivée. Pour le gain de l'étape, Miguel Ángel Rubiano lance le sprint de loin mais se fait dépasser par Juan Pablo Suárez et Óscar Sevilla. Les grands battus du jour sont, outre Mauricio Ortega (qui perd un quart d'heure), Camilo Gómez, repoussé à neuf minutes, Omar Mendoza qui débourse une minute et, à un degré moindre, Alex Cano arrivé avec vingt-trois secondes de retard.

### 4eétape
Óscar Sevilla est toujours en haut de la hiérarchie tandis que Sebastián Molano s'offre sa deuxième victoire au sprint.
Le peloton quitte l'Oriente antioqueño et Rionegro pour rejoindre le département de Boyacá et la ligne d'arrivée, située à Puerto Boyacá, après 166,2 km de course. Trois cols (dont deux de deuxième catégorie), trois étapes volantes et deux sprints spéciaux sont au programme des 175 coureurs. La première partie de l'étape est en descente puisque les concurrents vont passer de 2 160 mètres d'altitude au km 18 à moins de 200 mètres, la seconde partie étant totalement plane.
Plusieurs escarmouches vaines animent le début de course. Puis dans le premier col de deuxième catégorie, Mauricio Ortega tente de se racheter de l'échec d'hier et s'enfuit. Il passe au sommet avec vingt-huit secondes d'avance sur le peloton du leader. Quelques kilomètres plus loin, onze hommes, avec entre autres José Serpa et Mauricio Ortega, intègrent l'échappée du jour. Ortega passe ainsi en tête le dernier col de l'étape. À cet instant, il a 1 min 30 s d'avance sur le groupe de Sevilla. Avec le retour de certains échappés, Ortega continue devant jusqu'à quinze kilomètres du but. Les Manzana Postobón, dont aucun membre n'avait intégré l'échappée ayant pris au maximum 2 min 40 s d'avance, attendent le passage de la dernière difficulté altimétrique pour travailler à la jonction du peloton. Profitant du regroupement général, Óscar Sevilla grappille encore trois secondes, lors de la dernière étape volante. C'est sur un sprint massif que se conclut l'étape où Sebastián Molano démontre sa pointe de vitesse supérieure au reste des concurrents. Le peloton est scindé en deux pour un problème d'aiguillage dans le final et dans un premier temps, Sevilla perd onze secondes sur Molano et Alex Cano. Le jury des commissaires rectifie le résultat et classe tout le monde dans le même temps. Peu de changement au classement si ce n'est Juan Pablo Forero qui s'empare de la tête du classement des étapes volantes.

### 5eétape
Yeison Chaparro remporte l'étape tandis qu'Óscar Sevilla est toujours en tête de la course.

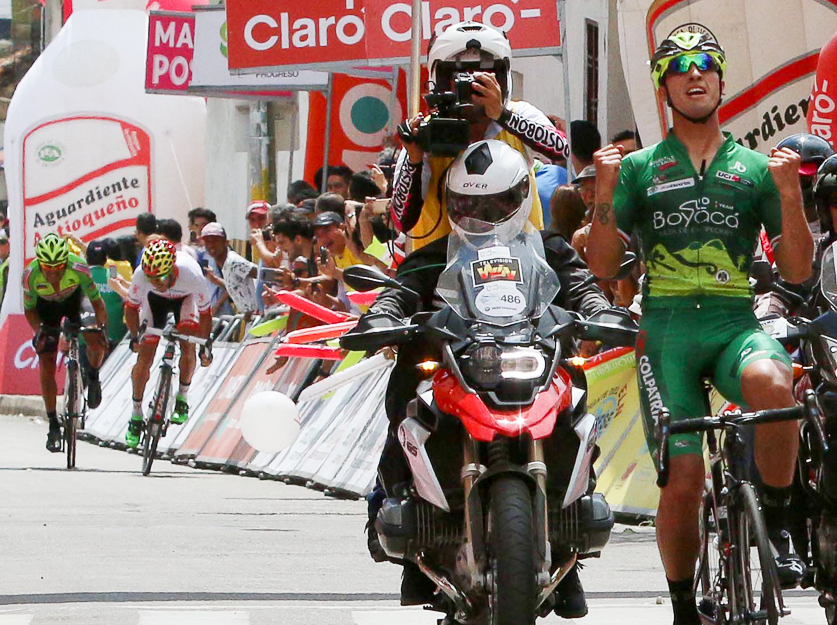
Yeison Chaparro à l'arrivée, avec à l'arrière-plan, José Serpa et Alex Cano.

C'est un itinéraire de plus de deux cents kilomètres (200,8 km exactement) qui attend les 174 concurrents restants en lice. Le peloton quitte le Magdalena Medio et la municipalité de Puerto Berrío pour un parcours sans difficulté d'environ cent quarante kilomètres, agrémenté de trois sprints spéciaux et deux étapes volantes. Puis l'étape se termine par soixante kilomètres d'ascension avec quatre cols répertoriés (dont un de première catégorie à Brisas), une étape volante et un sprint spécial, avant l'arrivée à Bucaramanga, dans le département de Santander.
Comme tous les jours, la formation EPM - Une contrôle les premiers kilomètres de la course et annihile bon nombre de tentatives d'échappée. Une chute élimine deux coureurs de l'équipe "Arroz Sonora", Fernando Camargo et Yelko Gómez. Après le km 100, l'échappée du jour se forme, avec quatre coureurs Cristian Talero, Javier Gómez, Mauricio Ortega et Rafael Montiel ne présentant aucun danger pour le classement général. Ils prennent jusqu'à quatre minutes d'avance. Face à la difficulté que représente la fin du parcours, l'écart se rétrécit. Il n'est plus que de 3 min 35 s au col de deuxième catégorie, où Ortega passe seul. Deux membres lâchent prise. Montiel fait la jonction et, avec Ortega, passe au col de première catégorie avec 1 min 5 s d'avance sur le peloton. Au sein duquel, les équipiers de la  Movistar Team América ont fortement accéléré pour tenter de déstabiliser le leader Óscar Sevilla. L'échappée est neutralisée après quatre-vingt kilomètres d'escapade. Un groupe comprenant Omar Mendoza et Luis Felipe Laverde rejoignent les deux fuyards dans la dernière ascension de la journée et part en quête de la victoire d'étape. À quatre kilomètres de l'arrivée, Alexander Gil accélère brutalement mais ne parvient pas à décramponner Sevilla. Au sommet situé à 2,2 km de l'arrivée, Yeison Chaparro passe en tête. Profitant des tergiversations des favoris, il creuse suffisamment l'écart pour arriver en vainqueur dans la Ciudad bonita. Chaparro remercie son coéquipier Carlos Parra, présent également dans la fugue, pour son aide dans l'ultime montée. En terminant deuxième de l'étape, Alex Cano grappille six secondes de bonifications qui associées aux cinq secondes d'écart qu'il a su créer avec Óscar Sevilla,, lui permettent de se rapprocher à vingt-sept secondes de ce dernier. La veille, six hommes étaient classés en vingt-cinq secondes, ils ne sont plus que quatre. Hernán Aguirre a perdu vingt-deux secondes et Robinson Chalapud quarante. Par ailleurs, Juan Pablo Forero perd la tête du classement des étapes volantes au profit de Javier Gómez.

### 6eétape
Les informations du jour sont la troisième victoire d'étape pour Sebastián Molano et Óscar Sevilla est toujours en tête du classement général individuel.
167,2 km sont au programme des 170 rescapés. En quittant Bucaramanga, la course s'oriente vers le N.N.O., pour le département de Cesar et Aguachica, qui accueille pour la première fois le Clásico RCN. Les soixante-cinq premiers kilomètres du jour sont accidentés, jusqu'à l'unique col répertorié de la journée, puis après une longue descente, l'étape se termine par un terrain majoritairement plat. Quatre étapes volantes et trois sprints spéciaux égayent la journée.
Mauricio Ortega est le premier à lancer les hostilités mais il est rapidement neutralisé. Le début d'étape est animé par la lutte pour les différents classements annexes et les secondes de bonifications distribuées. Ainsi lors de la deuxième étape volante, Alex Cano devance Óscar Sevilla et lui reprend une seconde. Lors du seul col du jour, Ortega grappille trois points et se rapproche du leader de la montagne Miguel Ángel Rubiano. Cristian Talero est l'instigateur d'une échappée qui lui permet de remporter les sprints spéciaux de la journée. Javier Gómez, également dans la fugue de quatre hommes, lui en profite pour conforter sa position au classement des étapes volantes. Cette échappée prend jusqu'à 2 min 51 s d'avance. À trente-cinq kilomètres de l'arrivée, une chute implique des coureurs tels que José Serpa ou Mauricio Ortega. Ayant perdu Gómez, les trois fuyards ont encore 1 min 5 s à dix kilomètres du terme. Le travail des Manzana Postobón et des EPM - Une porte ses fruits et l'échappée est reprise peu avant Aguachica. La journée se termine par une arrivée groupée où malgré la tentative d'un sprint long de Cristian Tamayo, Sebastián Molano glane un troisième bouquet. Óscar Sevilla a engrangé cinq secondes de bonifications, au cours de la journée, Alex Cano trois, Alexander Gil deux. Ainsi Sevilla a maintenant vingt-cinq secondes d'avance sur Gil et vingt-sept sur un duo composé d'Óscar Soliz et de Carlos Becerra. Il est à noter qu'un coureur termine hors-délai et que treize participants abandonnent. Notamment Juan Pablo Forero, qui après la première étape volante du jour, était en tête de ce classement annexe.

### 7eétape
Sebastián Molano s'adjuge sa quatrième victoire et, pour son quarantième anniversaire, Óscar Sevilla garde un jour de plus son maillot de leader.

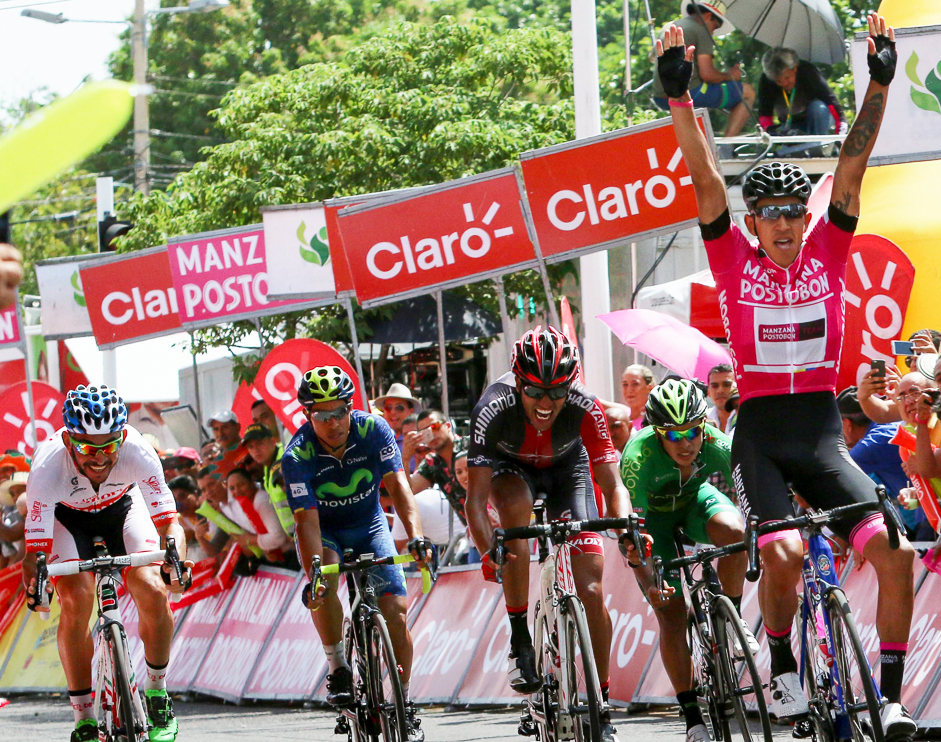
Quatrième victoire de Sebastián Molano.

La septième étape est inédite et se déroule entièrement dans le département de Cesar, sous une chaleur étouffante, comme les jours antérieurs d'ailleurs. Dans un premier temps, la distance prévue était de 198 km mais finalement ce sont 212 km, quasiment plats, que doivent parcourir les 152 derniers concurrents. Le peloton part de Pailitas, direction N.N.E. et la capitale du département, Valledupar. La journée est agrémentée de trois étapes volantes et de quatre sprints spéciaux.
À l'instar des étapes précédentes, les EPM - Une contrôlent la course, disputée à un rythme très élevé. Ils neutralisent de nombreuses tentatives d'échappées. La lutte pour les bonifications animent la journée. Ainsi la première étape volante voit Óscar Sevilla grappiller deux secondes. Lors de la deuxième, dans la municipalité de La Jagua, une violente chute a lieu, en raison de la foule venue en masse, comme tout au long du parcours. La principale victime de la culbute est Alex Cano, contraint à l'abandon, alors qu'au matin il était à quatre secondes de la deuxième place. Lors de la dernière étape volante, Óscar Soliz engrange trois secondes et Sevilla encore deux. Puis le calme revient dans le peloton. Moment que choisi Stiber Ortiz pour s'échapper avec trois compagnons, ils obtiennent jusqu'à 3 min 30 s d'avance. Puis les Manzana Postobón prennent la direction des opérations et aidés d'autres équipes fondent sur les échappés. Ortiz tente de finir seul mais est rejoint par le peloton à douze kilomètres du but. L'emballage final est une nouvelle fois dominé par Sebastián Molano, qui se rapproche du record de cinq victoires obtenues par Marlon Pérez, lors de l'édition 2010. Tout comme Miguel Ángel Rubiano qui ne peut plus être rejoint au trophée des grimpeurs, Cristian Talero, s'il termine l'épreuve, remportera le classement des sprints spéciaux. Avec vingt-neuf points, l'écart est trop grand avec ses rivaux. Le jeu des bonifications amène Óscar Soliz au deuxième rang provisoire de la compétition au détriment d'Alexander Gil,.
Du fait de son expérience et de son autorité sur les coureurs du peloton, Mauricio Ardila prend la parole et se plaint du nombre trop élevé de sprint par étapes. Les sprints bonifications, se déroulant dans des municipalités n'ayant jamais connu le passage du Clásico, attirent un nombre très (trop) important de spectateurs dans des endroits non protégés (absence de barrières Vauban par exemple). Ceci provoque des situations dangereuses, qui ont entraîné l'abandon de Juan Pablo Forero, la veille et de son coéquipier Alex Cano, ce jour. Ardila demande un peu de respect aux organisateurs dans une course où se joue la victoire finale précisément sur ces bonifications.

### 8eétape
Jairo Salas met fin à l'hégémonie de Sebastián Molano sur les sprints tandis qu'Óscar Sevilla se rapproche de son troisième titre.

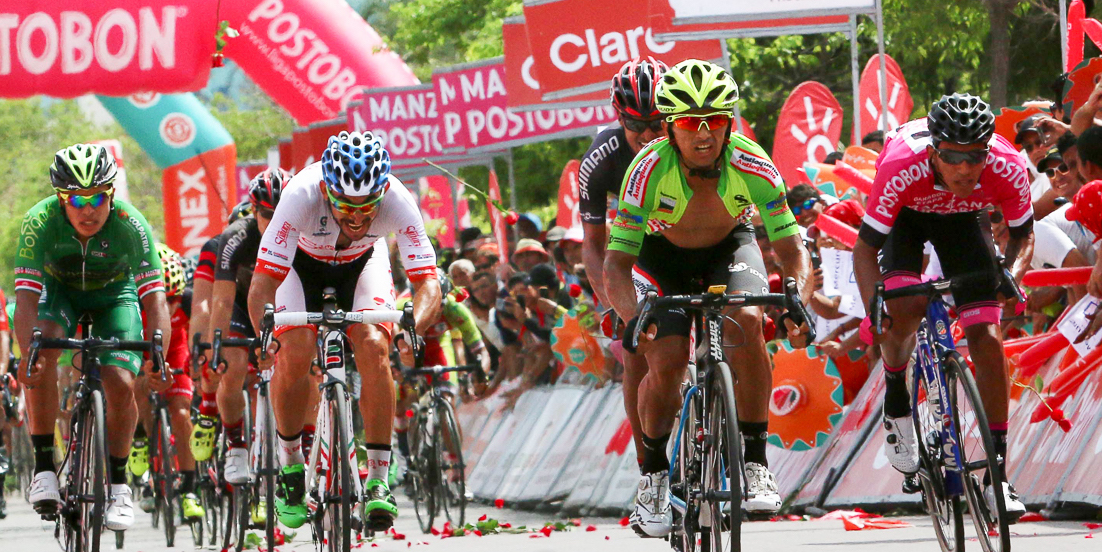
Jairo Salas souffle la victoire à Sebastián Molano.

La caravane du Clásico RCN quitte Valencia de Jesús (es), un corregimiento de Valledupar pour le département de Magdalena et sa capitale Santa Marta. Encore une fois, de nombreuses municipalités voient le Clásico RCN pour la première fois. Sous une chaleur torride, les 150 coureurs contournent la Sierra Nevada de Santa Marta en passant par Bosconia puis remontent vers le nord et Santa Marta. Durant les 223 km d'un parcours sans relief, trois étapes volantes, trois sprints spéciaux et l'ultime col de la compétition, situé à moins de quatre kilomètres de l'arrivée attendent les participants.
Dès le début, le peloton est secoué par les tentatives de fugue que contrôlent les EPM - Une. L'échappée du jour prend forme rapidement et ce sont sept hommes qui s'enfuient. Leur avance augmente rapidement pour atteindre 6 min 36 s aux alentours du quatre-vingt dixième kilomètre. Puis leur avantage décroît pour n'être que de 2 min 34 s à trente-cinq kilomètres de l'arrivée. Les équipes Manzana Postobón et "Arroz Sonora" travaillent de concert pour réduire l'écart. Et même si la fugue se réduit à quatre hommes, le peloton les condamne à vingt kilomètres du terme. Se succèdent alors une multitude d'attaques qui ne peuvent empêcher une arrivée groupée. Lors de l'emballage final, Sebastián Molano est battu pour la première fois de la compétition. Jairo Salas le devance ainsi que José Serpa. Molano se console en retrouvant la tête du classement de la régularité. Au classement général, aucun changement n'est à noter.
Jairo Salas mène à bien la stratégie de l'équipe Aguardiente Antioqueño qui profite de l'ascension du col de troisième de catégorie, pour rejeter à l'arrière du peloton Sebastián Molano, le principal rival en cas d'arrivée au sprint, tandis que Salas franchit le sommet aux avant-postes. Cette formation antioqueña a tenté de remporter l'étape, tout d'abord en plaçant un coureur, Cristhian Montoya, dans l'échappée fleuve. Puis une fois annihilée, son coéquipier Rafael Montiel était sorti du peloton à dix kilomètres de l'arrivée, pour profiter de l'ascension.

### 9eétape
Juan Felipe Osorio s'impose dans l'ultime étape et Óscar Sevilla  est déclaré vainqueur du Clásico RCN 2016.
La dernière étape part de Barranquilla, capitale du département d'Atlántico et rejoint El Carmen de Bolívar, dans le département du même nom. L'itinéraire emprunté, long de 221,7 km, fait un détour par la côte et passe par Carthagène, capitale du département de Bolívar, puis reprend la route directe à San Juan Nepomuceno (initialement ville départ de la dixième étape). Lors de ce parcours plat, quatre sprints spéciaux et trois étapes volantes sont au programme des 147 rescapés.
Dix cyclistes prennent part à l'échappée du jour. Leur avance croît pour atteindre 4 min 30 s au sprint bonification devant le siège du gouvernement départemental de Bolívar, km 117. Puis le peloton se rapproche d'un groupe où la mésentente règne. Ainsi Carlos Julián Quintero essaie de finir seul. Après avoir été rejoint par ses compagnons de fugue, à quelques kilomètres de l'arrivée, c'est au tour de Juan Felipe Osorio de tenter sa chance. Et malgré avoir subi pas moins de huit averses durant le parcours, il conserve dix secondes d'avantage sur un peloton réglé par son coéquipier Sebastián Molano.

## Classements finals

### Classement général final
140 coureurs terminent l'épreuve.
| Classement général final | Classement général final | Classement général final | Classement général final                                                   | Classement général final |
|                          | Coureur                  | Pays                     | Équipe                                                                     | Temps                    |
| ------------------------ | ------------------------ | ------------------------ | -------------------------------------------------------------------------- | ------------------------ |
| 1er                      | Óscar Sevilla            | Colombie Espagne         | EPM Tigo - Une - Área Metropolitana                                        | en 39 h 36 min 9 s       |
| 2e                       | Óscar Soliz              | Bolivie                  | Movistar Team América                                                      | + 28 s                   |
| 3e                       | Alexander Gil            | Colombie                 | Aguardiente Antioqueño - Indeportes Antioquia - IDEA - Lotería de Medellín | + 29 s                   |
| 4e                       | Carlos Becerra           | Colombie                 | Strongman - Campagnolo - Wilier                                            | + 31 s                   |
| 5e                       | Hernán Aguirre           | Colombie                 | Manzana Postobón                                                           | + 56 s                   |
| 6e                       | Jhon Martínez            | Colombie                 | Coldeportes - Claro - Zenú                                                 | + 58 s                   |
| 7e                       | Robinson Chalapud        | Colombie                 | Mundial de Tornillos - Pijaos - Super Tools                                | + 1 min 11 s             |
| 8e                       | Jader Betancur           | Colombie                 | Aguardiente Antioqueño - Indeportes Antioquia - IDEA - Lotería de Medellín | + 1 min 12 s             |
| 9e                       | Yeison Chaparro          | Colombie                 | Boyacá Raza de Campeones                                                   | + 1 min 26 s             |
| 10e                      | Jahir Pérez              | Colombie                 | Aguardiente Néctar - 4WD Rent a Car - LICICU                               | + 1 min 33 s             |
| modifier                 |                          |                          |                                                                            |                          |

### Classements annexes
| Classement par équipes | Classement par équipes                                                     | Classement par équipes | Classement par équipes |
|                        | Équipe                                                                     | Pays                   | Temps                  |
| ---------------------- | -------------------------------------------------------------------------- | ---------------------- | ---------------------- |
| 1re                    | Aguardiente Antioqueño - Indeportes Antioquia - IDEA - Lotería de Medellín | Colombie               | en 118 h 51 min 0 s    |
| 2e                     | EPM Tigo - Une - Área Metropolitana                                        | Colombie               | + 3 min 15 s           |
| 3e                     | Coldeportes - Claro - Zenú                                                 | Colombie               | + 7 min 53 s           |
| modifier               |                                                                            |                        |                        |

| Classement de la montagne | Classement de la montagne | Classement de la montagne | Classement de la montagne                   | Classement de la montagne |
| ------------------------- | ------------------------- | ------------------------- | ------------------------------------------- | ------------------------- |
|                           | Coureur                   | Pays                      | Équipe                                      | Point(s)                  |
| 1er                       | Miguel Ángel Rubiano      | Colombie                  | Coldeportes - Claro - Zenú                  | 50 points                 |
| 2e                        | Mauricio Ortega           | Colombie                  | Mundial de Tornillos - Pijaos - Super Tools | 42 pts                    |
| 3e                        | Juan Pablo Suárez         | Colombie                  | EPM Tigo - Une - Área Metropolitana         | 37 pts                    |
| modifier                  |                           |                           |                                             |                           |

| Classement du meilleur jeune | Classement du meilleur jeune | Classement du meilleur jeune | Classement du meilleur jeune                 | Classement du meilleur jeune |
|                              | Coureur                      | Pays                         | Équipe                                       | Temps                        |
| ---------------------------- | ---------------------------- | ---------------------------- | -------------------------------------------- | ---------------------------- |
| 1er                          | Hernán Aguirre               | Colombie                     | Manzana Postobón                             | en 39 h 37 min 5 s           |
| 2e                           | Wilmar Castro                | Colombie                     | FF AA Fuerzas Armadas - Ejército Nacional    | + 6 min 11 s                 |
| 3e                           | Anderson Paredes             | Venezuela                    | Flowerpack - Zar - JB Ropa Deportiva - Farbe | + 6 min 25 s                 |
| modifier                     |                              |                              |                                              |                              |

| Classement de la régularité | Classement de la régularité | Classement de la régularité | Classement de la régularité         | Classement de la régularité |
| --------------------------- | --------------------------- | --------------------------- | ----------------------------------- | --------------------------- |
|                             | Coureur                     | Pays                        | Équipe                              | Point(s)                    |
| 1er                         | Sebastián Molano            | Colombie                    | Manzana Postobón                    | 82 points                   |
| 2e                          | Óscar Sevilla               | Colombie Espagne            | EPM Tigo - Une - Área Metropolitana | 62 pts                      |
| 3e                          | Jaime Castañeda             | Colombie                    | Movistar Team América               | 48 pts                      |
| modifier                    |                             |                             |                                     |                             |

| Classement des étapes volantes | Classement des étapes volantes | Classement des étapes volantes | Classement des étapes volantes      | Classement des étapes volantes |
| ------------------------------ | ------------------------------ | ------------------------------ | ----------------------------------- | ------------------------------ |
|                                | Coureur                        | Pays                           | Équipe                              | Point(s)                       |
| 1er                            | Javier Gómez                   | Colombie                       | Boyacá Raza de Campeones            | 31 points                      |
| 2e                             | Óscar Sevilla                  | Colombie Espagne               | EPM Tigo - Une - Área Metropolitana | 24 pts                         |
| 3e                             | Jaime Castañeda                | Colombie                       | Movistar Team América               | 15 pts                         |
| modifier                       |                                |                                |                                     |                                |

| Classement des sprints spéciaux | Classement des sprints spéciaux | Classement des sprints spéciaux | Classement des sprints spéciaux | Classement des sprints spéciaux |
| ------------------------------- | ------------------------------- | ------------------------------- | ------------------------------- | ------------------------------- |
|                                 | Coureur                         | Pays                            | Équipe                          | Point(s)                        |
| 1er                             | Cristian Talero                 | Colombie                        | Movistar Team América           | 32 points                       |
| 2e                              | Daniel Avellaneda               | Colombie                        | Bakano                          | 12 pts                          |
| 3e                              | Edwin Sánchez                   | Colombie                        | Movistar Team América           | 10 pts                          |
| modifier                        |                                 |                                 |                                 |                                 |

## Évolution des classements
| Étapes             | Vainqueur          | Classement général | Classement des moins de 23 ans | Classement de la montagne | Classement de la régularité | Classement des étapes volantes | Classement des sprints spéciaux | Classement par équipes                                                     |
| ------------------ | ------------------ | ------------------ | ------------------------------ | ------------------------- | --------------------------- | ------------------------------ | ------------------------------- | -------------------------------------------------------------------------- |
| 1re étape          | Sebastián Molano   | Sebastián Molano   | Sebastián Molano               | Cristhian Montoya         | Sebastián Molano            | Óscar Sevilla                  | Cristian Talero                 | EPM Tigo - Une - Área Metropolitana                                        |
| 2e étape           | Óscar Sevilla      | Óscar Sevilla      | Anderson Paredes               | Mauricio Ortega           | Óscar Sevilla               | Jairo Salas                    | Cristian Talero                 | EPM Tigo - Une - Área Metropolitana                                        |
| 3e étape           | Juan Pablo Suárez  | Óscar Sevilla      | Hernán Aguirre                 | Miguel Ángel Rubiano      | Óscar Sevilla               | Jairo Salas                    | Cristian Talero                 | Aguardiente Antioqueño - Indeportes Antioquia - IDEA - Lotería de Medellín |
| 4e étape           | Sebastián Molano   | Óscar Sevilla      | Hernán Aguirre                 | Miguel Ángel Rubiano      | Óscar Sevilla               | Juan Pablo Forero              | Cristian Talero                 | Aguardiente Antioqueño - Indeportes Antioquia - IDEA - Lotería de Medellín |
| 5e étape           | Yeison Chaparro    | Óscar Sevilla      | Hernán Aguirre                 | Miguel Ángel Rubiano      | Óscar Sevilla               | Javier Gómez                   | Cristian Talero                 | Aguardiente Antioqueño - Indeportes Antioquia - IDEA - Lotería de Medellín |
| 6e étape           | Sebastián Molano   | Óscar Sevilla      | Hernán Aguirre                 | Miguel Ángel Rubiano      | Óscar Sevilla               | Javier Gómez                   | Cristian Talero                 | Aguardiente Antioqueño - Indeportes Antioquia - IDEA - Lotería de Medellín |
| 7e étape           | Sebastián Molano   | Óscar Sevilla      | Hernán Aguirre                 | Miguel Ángel Rubiano      | Óscar Sevilla               | Javier Gómez                   | Cristian Talero                 | Aguardiente Antioqueño - Indeportes Antioquia - IDEA - Lotería de Medellín |
| 8e étape           | Jairo Salas        | Óscar Sevilla      | Hernán Aguirre                 | Miguel Ángel Rubiano      | Sebastián Molano            | Javier Gómez                   | Cristian Talero                 | Aguardiente Antioqueño - Indeportes Antioquia - IDEA - Lotería de Medellín |
| 9e étape           | Juan Felipe Osorio | Óscar Sevilla      | Hernán Aguirre                 | Miguel Ángel Rubiano      | Sebastián Molano            | Javier Gómez                   | Cristian Talero                 | Aguardiente Antioqueño - Indeportes Antioquia - IDEA - Lotería de Medellín |
| Classements finals | Classements finals | Óscar Sevilla      | Hernán Aguirre                 | Miguel Ángel Rubiano      | Sebastián Molano            | Javier Gómez                   | Cristian Talero                 | Aguardiente Antioqueño - Indeportes Antioquia - IDEA - Lotería de Medellín |